# Binga (Simbabwe)
Binga ist ein Ort am obersten Teil des Kariba-Stausees in der Provinz Matabeleland North in Simbabwe, ein Verwaltungszentrum des gleichnamigen Distriktes. 

## Geschichte
Der Ort wurde gegründet, um die Tonga aus dem Sambesital nach dem Bau der Kariba-Talsperre neu anzusiedeln. Die Tonga zogen im 15. und 16. Jahrhundert vom Malawisee hierher und hatten in den halbwegs fruchtbaren Auen der Sambesitalsohle, geschützt von schwer zugänglichen, hohen Felswänden, abseits von Stammesfehden ein isoliertes Leben geführt.

## Wirtschaft
Binga und Kariba sind die einzigen Häfen in Simbabwe. Es gibt Grund- und Sekundarschulen in Binga. Es gibt Elektrizität. Ein Computerprojekt „Tonga.Online“ wurde zuletzt erfolgreich gestartet, wie auch unter den Weblinks zu sehen ist. Trotzdem sind die Karibadistrikte Binga und Nyaminyami die am wenigsten entwickelten im Land. Die Gegend ist trotz des Sambesi trocken. Der Boden trägt nicht viel und das, was er trägt, wird zu oft durch Wildtiere vernichtet, die mit ihren Krankheiten zudem die Haustierbestände infizieren. Die Integration in das hart umkämpfte Tourismusgeschäft der Victoriafälle und der nahen Safarigebiete wie Hwange-Nationalpark scheint nur über die Herstellung von folkloristischen Souvenirs möglich zu sein.
Nahe Binga liegen die heißen Quellen von Chibwatatata (Chibwatatata Hot Springs).